# Balinuraga
Balinuraga is een bestuurslaag in het regentschap Lampung Selatan van de provincie Lampung, Indonesië. Balinuraga telt 3.010 inwoners (volkstelling 2010).